# رجب علی
رجب علی (انگلیسی: Rajab Ali؛ زادهٔ ۶ مارس ۱۹۹۷) بازیکن فوتبال اهل پاکستان است.
وی همچنین در تیم‌های ملی فوتبال زیر ۱۷ سال پاکستان و پاکستان بازی کرده است.